# Коко Гофф
Корі (Коко) Діонн Гофф (англ. Cori (Coco) Gauff) — американська тенісистка, колишня перша ракетка світу в парному розряді (наймолодша в історії). Переможниця двох турнірів Великого шолома в одиночному розряді (US Open-2023, Відкритий чемпіонат Франції-2025); фіналістка двох турнірів Великого шолома у парному розряді (Відкритий чемпіонат США-2021, Відкритий чемпіонат Франції-2022); переможниця 13 турнірів WTA (з них п'ять у одиночному розряді); наймолодша в історії тенісистка, яка змогла подолати кваліфікацію на жіночому турнірі Великого шолома.
У юніорах: переможниця одного юніорського турніру Великого шолома у одиночному розряді (Відкритий чемпіонат Франції-2018); переможниця одного юніорського турніру Великого шолома у парному розряді (Відкритий чемпіонат США-2018); фіналістка одного юніорського турніру Великого шолома в одиночному розряді (Відкритий чемпіонат США-2017).
Корі Гофф народилася в родині спортсменів. Її батька теж зовуть Корі, тому вона віддає перевагу звертанню Коко. У теніс вона почала грати рано і виграла національні змагання для дітей до 8-ми років, чим заробила собі стипендію для занять у тенісній академії Патріка Маратоглу в Франці. Вона була фіналісткою дівчачих змагань на Відкритому чемпіонаті США 2017 року, наймолодшою в історії. Наступного року вона виграла цей турнір. Парний юніорський титул Великого шолома Гофф виборола разом із Кеті Макнеллі на Відкритому чемпіонаті Франції 2018.
Гофф розпочала дорослу кар'єру на Miami Open 2019 і виграла перший матч. На Вімблдон 2019 вона отримала вайлдкард і в першому колі здолала Вінус Вільямс. Після ще двох перемог вона врешті-решт поступилася майбутній чемпіонці Симоні Халеп.
Перший парний титул Гофф здобула на Washington Open 2019, граючи разом із Кеті Макнеллі. Перший одиночний титул прийшов до неї на Чемпіонаті Верхньої Австрії 2019.

## Статистика

### Виступи на турнірах Великого шолома
| W | Ф | ПФ | ЧФ | #Р | КТ | К# | DNQ | A | NH |

#### Одиночний розряд
| Турнір          | 2018 | 2019 | 2020 | 2021 | 2022 | 2023 | 2024 | У      | В–П   | % В |
| --------------- | ---- | ---- | ---- | ---- | ---- | ---- | ---- | ------ | ----- | --- |
| Australian Open | A    | A    | 4к   | 2к   | 1к   | 4к   | ПФ   | 0 / 5  | 12–5  | 64% |
| French Open     | A    | К2   | 2к   | ЧФ   | Ф    | ЧФ   |      | 0 / 4  | 15–4  | 79% |
| Wimbledon       | A    | 4к   | NH   | 4к   | 3к   | 1к   |      | 0 / 4  | 8–4   | 67% |
| US Open         | К1   | 3к   | 1к   | 2к   | ЧФ   | П    |      | 1 / 5  | 14–4  | 78% |
| Виграші-Поразки | 0–0  | 5–2  | 4–3  | 9–4  | 12–4 | 14–3 | 5-1  | 1 / 18 | 49–17 | 74% |

#### Парний розряд
| Турнір          | 2019 | 2020 | 2021 | 2022 | 2023 | У      | В–П   | % В |
| --------------- | ---- | ---- | ---- | ---- | ---- | ------ | ----- | --- |
| Australian Open | A    | ЧФ   | ЧФ   | 1к   | ПФ   | 0 / 4  | 10–4  | 71% |
| French Open     | 1к   | 3к   | 1к   | Ф    | ПФ   | 0 / 5  | 11–5  | 64% |
| Wimbledon       | A    | NH   | 3к   | A    | 3к   | 0 / 2  | 4–2   | 67% |
| US Open         | 3к   | 2к   | Ф    | 1к   | ЧФ   | 0 / 5  | 8–4   | 67% |
| Виграші-Поразки | 2–2  | 6–3  | 10–4 | 5–3  | 10–3 | 0 / 15 | 33–15 | 69% |

## Фінали турнірів Великого шолома

### Одиночний розряд: 3 (2 титули)
| Результат | Рік  | Турнір                               | Поверхня | Супротивниця    | Рахунок            |
| --------- | ---- | ------------------------------------ | -------- | --------------- | ------------------ |
| Поразка   | 2022 | Відкритий чемпіонат Франції з тенісу | Ґрунт    | Іга Свьонтек    | 1–6, 3–6           |
| Перемога  | 2023 | Відкритий чемпіонат США з тенісу     | Хард     | Арина Соболенко | 2–6, 6–3, 6–2      |
| Перемога  | 2025 | Відкритий чемпіонат Франції з тенісу | Ґрунт    | Аріна Соболенко | 6–7(5–7), 6–2, 6–4 |

### Парний розряд: 3 фінали (1 титул)
| Результат | Рік  | Турнір                               | Покриття | Партнерка          | Супротивниці                       | Рахунок       |
| --------- | ---- | ------------------------------------ | -------- | ------------------ | ---------------------------------- | ------------- |
| Поразка   | 2021 | Відкритий чемпіонат США з тенісу     | Тверде   | Кеті Макнеллі      | Саманта Стосур Чжан Шуай           | 3–6, 6–3, 3–6 |
| Поразка   | 2022 | Відкритий чемпіонат Франції з тенісу | Ґрунт    | Джессіка Пегула    | Каролін Гарсія Крістіна Младенович | 6–2, 3–6, 2–6 |
| Перемога  | 2024 | French Open                          | Ґрунт    | Катержина Сінякова | Сара Еррані Жасмін Паоліні         | 7–6(7–5), 6–3 |

## Фінали турнірів WTA

### Одиночний розряд: 13 (10 титулів, 3 поразки)
| Легенда                      |
| ---------------------------- |
| Турніри Великого шлему (2–1) |
| Турніри WTA 1000 (2-2)       |
| Турніри WTA 500 (1-0)        |
| Турніри WTA 250 (4–0)        |

| Фінали за покриттям |
| ------------------- |
| Тверде (8–0)        |
| Ґрунт (2–3)         |
| Трава (0-0)         |

| Результат | В–П  | Дата     | Турнір                                        | Категорія     | Покриття   | Опонент          | Рахунок            |
| --------- | ---- | -------- | --------------------------------------------- | ------------- | ---------- | ---------------- | ------------------ |
| Перемога  | 1–0  | 2019     | Linz Open, Австрія                            | International | Тверде (i) | Олена Остапенко  | 6–3, 1–6, 6–2      |
| Перемога  | 2–0  | 2021     | Emilia-Romagna Open, Італія                   | WTA 250       | Ґрунт      | Ван Цян          | 6–1, 6–3           |
| Поразка   | 2–1  | 2022     | Відкритий чемпіонат Франції з тенісу, Франція | Grand Slam    | Ґрунт      | Іга Свьонтек     | 1–6, 3–6           |
| Перемога  | 3–1  | Січ 2023 | ASB Classic, Нова Зеландія                    | WTA 250       | Тверде     | Ребека Масарова  | 6–1, 6–1           |
| Перемога  | 4–1  | Сер 2023 | Washington Open, США                          | WTA 500       | Хард       | Марія Саккарі    | 6–2, 6–3           |
| Перемога  | 5–1  | Сер 2023 | Cincinnati Open, США                          | WTA 1000      | Хард       | Кароліна Мухова  | 6–3, 6–4           |
| Перемога  | 6–1  | Вер 2023 | US Open, США                                  | Grand Slam    | Хард       | Орина Соболенко  | 2–6, 6–3, 6–2      |
| Перемога  | 7–1  | Січ 2024 | Auckland Open, Нова Зеландія (2)              | WTA 250       | Тверде     | Еліна Світоліна  | 6–7(4–7), 6–3, 6–3 |
| Перемога  | 8–1  | Жов 2024 | China Open, КНР                               | WTA 1000      | Тверде     | Karolina Muchová | 6–1, 6–3           |
| Перемога  | 9–1  | Лис 2024 | Фінал WTA, Саудівська Аравія                  | Фінали        | Тверде (i) | Чжен Ціньвень    | 3–6, 6–4, 7–6(7–2) |
| Поразка   | 9–2  | Кві 2025 | Mutua Madrid Open                             | WTA 1000      | Ґрунт      | Аріна Соболенко  | 6–3, 7–6(7–3)      |
| Поразка   | 9–3  | Тра 2025 | Italian Open                                  | WTA 1000      | Ґрунт      | Жасмін Паоліні   | 6–4, 6–2           |
| Перемога  | 10–3 | Тра 2025 | Відкритий чемпіонат Франції з тенісу          | Grand Slam    | Ґрунт      | Аріна Соболенко  | 6–7(5–7), 6–2, 6–4 |

### Парний розряд: 16 (10 титулів)
| Результат | В–П  | Дата     | Турнір                                        | Tier          | Покриття   | Партнерка          | Опоненти                            | Рахунок               |
| --------- | ---- | -------- | --------------------------------------------- | ------------- | ---------- | ------------------ | ----------------------------------- | --------------------- |
| Перемога  | 1–0  | 2019     | Washington Open, США                          | International | Тверде     | Кеті Макнеллі      | Марія Санчес Фанні Штоллар          | 6–2, 6–2              |
| Перемога  | 2–0  | 2019     | BGL Luxembourg Open, Люксембург               | International | Тверде (i) | Кейті Макнеллі     | Кейтлін Крістіан Алекса Гуарачі     | 6–2, 6–2              |
| Перемога  | 3–0  | 2021     | Emilia-Romagna Open, Італія                   | WTA 250       | Ґрунт      | Кейті Макнеллі     | Дарія Юрак Андрея Клепач            | 6–3, 6–2              |
| Поразка   | 3–1  | 2021     | Відкритий чемпіонат США з тенісу, США         | Grand Slam    | Тверде     | Кейті Макнеллі     | Саманта Стосур Чжан Шуай            | 3–6, 6–3, 3–6         |
| Перемога  | 4–1  | Лют 2022 | Qatar Ladies Open, Катар                      | WTA 1000      | Тверде     | Джессіка Пегула    | Вероніка Кудерметова Елісе Мертенс  | 3–6, 7–5, [10–5]      |
| Поразка   | 4–2  | Кві 2022 | Porsche Tennis Grand Prix, Німеччина          | WTA 500       | Ґрунт (i)  | Чжан Шуай          | Дезіре Кравчик Демі Схюрс           | 3–6, 4–6              |
| Поразка   | 4–3  | 2022     | Відкритий чемпіонат Франції з тенісу, Франція | Grand Slam    | Ґрунт      | Джессіка Пегула    | Каролін Гарсія Крістіна Младенович  | 6–2, 3–6, 2–6         |
| Перемога  | 5–3  | Сер 2022 | Мастерс Канада, Канада                        | WTA 1000      | Тверде     | Джессіка Пегула    | Ніколь Меліхар Еллен Перес          | 6–4, 6–7(5–7), [10–5] |
| Перемога  | 6–3  | Жов 2022 | Southern California Open, США                 | WTA 500       | Тверде     | Джессіка Пегула    | Габріела Дабровскі Джуліана Ольмос  | 1–6, 7–5, [10–4]      |
| Перемога  | 7–3  | Лют 2023 | Qatar Open, Катар (2)                         | WTA 500       | Хард       | Джессіка Пегула    | Людмила Кіченок Єлєна Остапенко     | 6–4, 2–6, [10–7]      |
| Перемога  | 8–3  | Бер 2023 | Miami Open, США                               | WTA 1000      | Хард       | Джессіка Пегула    | Лейла Фернандес Тейлор Таунсенд     | 7–6(8–6), 6–2         |
| Поразка   | 8–4  | Тра 2023 | Madrid Open, Іспанія                          | WTA 1000      | Ґрунт      | Джессіка Пегула    | Вікторія Азаренко Беатріс Аддад Мая | 1–6, 4–6              |
| Поразка   | 8–5  | Тра 2023 | Italian Open, Італія                          | WTA 1000      | Ґрунт      | Джессіка Пегула    | Сторм Гантер Elise Mertens          | 4–6, 4–6              |
| Поразка   | 8–6  | Тра 2024 | Italian Open, Італія                          | WTA 1000      | Ґрунт      | Ерін Рутліфф       | Сара Еррані Жасмін Паоліні          | 3–6, 6–4, [8–10]      |
| Перемога  | 9–6  | Чер 2024 | French Open, Франція                          | Grand Slam    | Ґрунт      | Катержина Сінякова | Сара Еррані Джасмін Паоліні         | 7–6(7–5), 6–3         |
| Перемога  | 10–6 | Лип 2025 | Мастерс Канада, Канада                        | WTA 1000      | Тверде     | Маккартні Кесслер  | Тейлор Таунсенд Чжан Шуай           | 6–4, 1–6, [13–11]     |

1. ↑  The Турніри WTA International were reclassified as Турніри WTA 250 in 2021.

## Юніорські фінали турнірів Великого шолома

### Одиночний розряд: 2 (1 титул)
| Результат | Рік  | Турнір      | Поверхня | Супротивниця     | Рахунок            |
| --------- | ---- | ----------- | -------- | ---------------- | ------------------ |
| Поразка   | 2017 | US Open     | Хард     | Аманда Анісімова | 0–6, 2–6           |
| Перемога  | 2018 | French Open | Ґрунт    | Кейті Макнеллі   | 1–6, 6–3, 7–6(7–1) |

### Пари: 1 титул
| Результат | Рік  | Турнір  | Поверхня | Партнерка      | Супротивниці                 | Рахунок  |
| --------- | ---- | ------- | -------- | -------------- | ---------------------------- | -------- |
| Перемога  | 2018 | US Open | Хард     | Кейті Макнеллі | Гейлі Баптіст Далайна Г'юїтт | 6–3, 6–2 |